# Achillas von Alexandria
Der Heilige Achillas, auch: Archelaos († 13. Juni 311 oder 312) war im Jahr seines Todes (wahrscheinlich 312, da sein Vorgänger Petros I. im November 311 das Martyrium erlitt) für wenige Monate (Januar bis 13. Juni) Patriarch von Alexandrien. Der aus dem alexandrinischen Patriarchat hervorgegangenen Koptischen Kirche gilt er als ihr 18. Papst auf dem Stuhl des Evangelisten Markus.

## Leben und Wirkung
Wie sein Vorgänger Petros I. war er Leiter der einflussreichen alexandrinischen Katechetenschule. Achillas' Amtszeit fiel in eine kirchenpolitisch sehr bewegte Zeit. Am 30. April 311 beendete Kaiser Galerius durch das Toleranzedikt von Nikomedia die Christenverfolgung im Römischen Reich. Gleichzeitig kam es zu ernsthaften theologischen Spannungen innerhalb der soeben legalisierten Kirche. Achillas soll dem von seinem Vorgänger Petros exkommunizierten Diakon Arius die Priesterweihe erteilt haben, dies beruht jedoch wahrscheinlich auf einer Verwechslung mit einem gleichnamigen Freund des Arius. Sein Todesjahr wird unterschiedlich mit 311 oder 312/313 angegeben.
Unter Achillas' Nachfolger Alexander von Alexandria eskalierte der Arianische Streit zwischen Arianern und Trinitariern über das Verhältnis zwischen Gottvater und Gottessohn. Im ebenfalls zum Ende der Christenverfolgungen  geführten Streit um die Meletianer war Achillas ein entschiedener Gegner dieser Gruppierung.
Sein katholischer ist der 13. Juni, die Orthodoxie und die koptische Kirche gedenken seiner auch am 3. Juni.